# Habenaria pratensis
Habenaria pratensis är en orkidéart som först beskrevs av John Lindley, och fick sitt nu gällande namn av Heinrich Gustav Reichenbach. Habenaria pratensis ingår i släktet Habenaria och familjen orkidéer.

## Underarter
Arten delas in i följande underarter:
- H. p. parviflora
- H. p. pratensis

## Bildgalleri

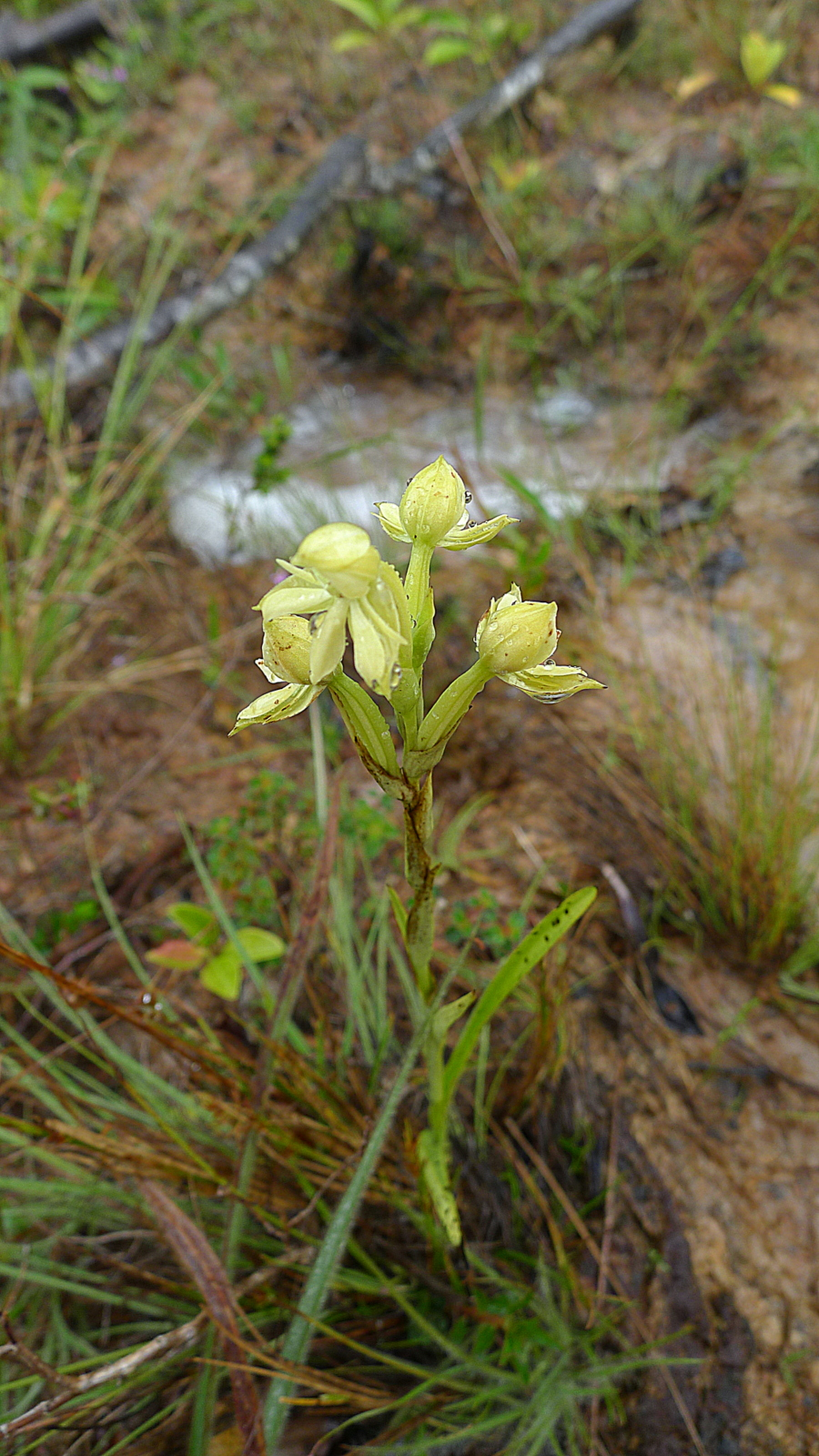
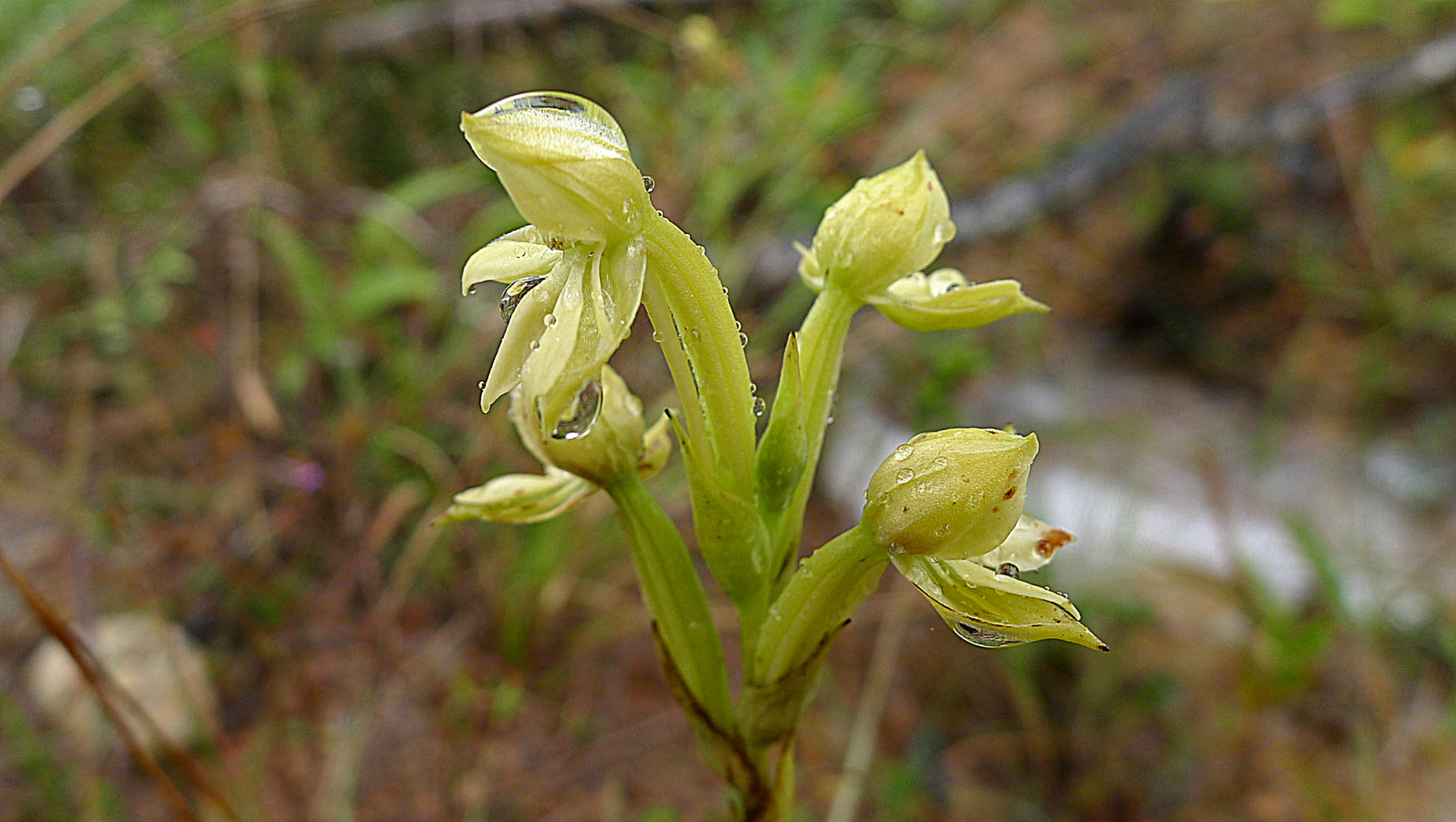
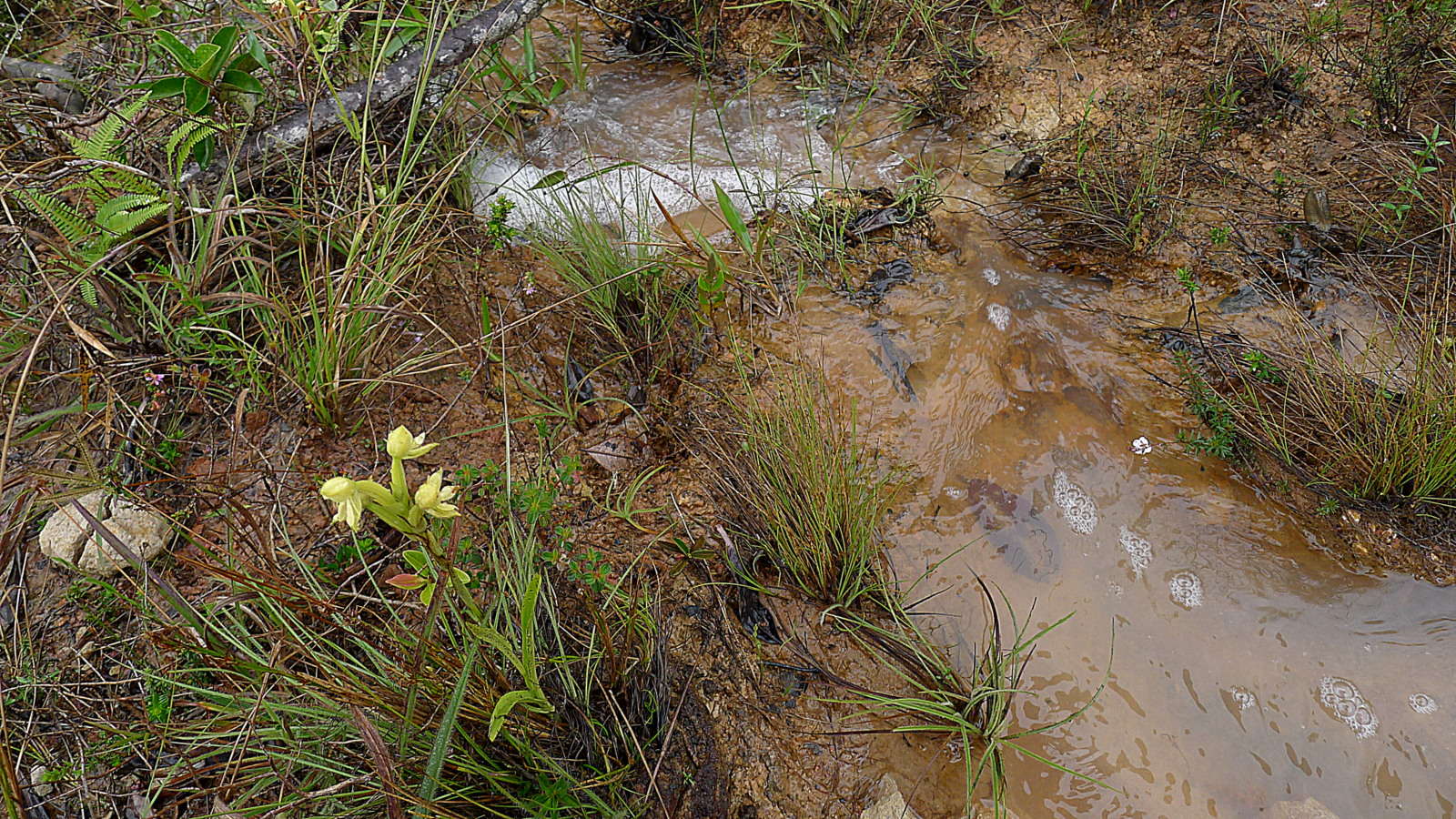